# مردمان جومون
مردمان جومون (به ژاپنی: 縄文人) به توده مردمی گفته می‌شود که دارای فرهنگ خاص بوده و در دوره جومون و از حدود ۱۶٬۵۰۰ تا ۳۰۰۰ سال پیش در ژاپن زندگی می‌کردند.